# Ли (тауншип, округ Белтрами, Миннесота)
Ли (англ. Lee) — тауншип в округе Белтрами, Миннесота, США. На 2000 год его население составило 36 человек.

## География
По данным Бюро переписи населения США площадь тауншипа составляет 94,2 км², из которых 93,7 км² занимает суша, а 0,5 км² — вода (0,55 %).

## Демография
По данным переписи населения 2000 года здесь находились 36 человек, 15 домохозяйств и 10 семей. Плотность населения —  0,4 чел./км². На территории тауншипа расположена 21 постройка со средней плотностью 0,2 построек на один квадратный километр. Расовый состав населения: 100,00 % белых.
Из 15 домохозяйств в 40,0 % воспитывались дети до 18 лет, в 60,0 % проживали супружеские пары и в 26,7 % домохозяйств проживали несемейные люди. 26,7 % домохозяйств состояли из одного человека, при том 13,3 % из — одиноких пожилых людей старше 65 лет. Средний размер домохозяйства — 2,40, а семьи — 2,82 человека.
25,0 % населения — младше 18 лет, 11,1 % — в возрасте от 18 до 24 лет, 22,2 % — от 25 до 44, 25,0 % — от 45 до 64, и 16,7 % — старше 65 лет. Средний возраст — 40 лет. На каждые 100 женщин приходилось 111,8 мужчин. На каждые 100 женщин старше 18 приходилось 145,5 мужчин.
Средний годовой доход домохозяйства составлял 24 167 долларов, а средний годовой доход семьи —  25 000 долларов. Средний доход мужчин —  15 000  долларов, в то время как у женщин — 10 625. Доход на душу населения составил 8 370 долларов. За чертой бедности не находилась ни одна семья и 5,4 % всего населения тауншипа.